# Oryidae
Oryidae (лат.) — семейство губоногих многоножек (Chilopoda). Около 45 видов в 18 родах. Подсемейство Oryinae (10 родов и 25 видов) обнаружено в Южной Америке и Африке, подсемейство Trematoryinae (2 рода и 2 вида) представлено в Чили, а подсемейство Lamotteophilinae известно по единственному виду из Западной Африки.

## Описание
Имеют уплощенное вытянутое тело, длиной до 220 мм. Антенны короткие с более широкими базальными сегментами, голова узкая, маленькая, оцеллии отсутствуют. Количество сегментов, несущих ноги, варьирует от 53 до 169. Размеры некоторых представителей Orya от 5 до 22 см.

## Классификация
- Andenophilus
- Aspidopleres Porath, 1893 — Африка
- Azygethus
- Chamberlinia Machado, 1951 — Африка
- Ctenorya Cook, 1896 — Африка
- Diphtherogaster Attems, 1909 — Африка
- Endoptelus Chamberlin, 1939 — Новая Гвинея
- Heniorya Cook, 1896
- Incorya
- Keporya
- Lamotteophilus Demange, 1963
- Marshallopus Verhoeff, 1937
- Metaxythus Crabill, 1968
- Notiphilides Latzel, 1880
- Nycternyssa Crabill, 1959
- Orphnaeus Meinert, 1870
  - Orphnaeus brevilabiatus — Австралия, Юго-Восточная Азия
- Orya Meinert, 1870 — Африка
- Parorya Cook, 1896
- Pentorya Cook, 1896
- Rhysonotum Attems, 1952
- Stenorya
- Titanophilus Chamberlin, 1915
- Trematorya Broelemann, 1910
- Venezuelides